# Stefan Hell

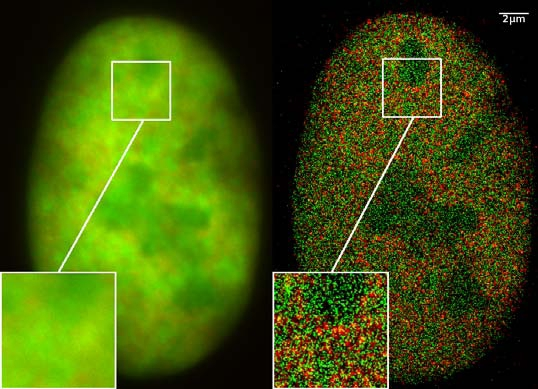
Porównanie obrazu jądra komórki z mikroskopu fluorescencyjnego zwykłego (po lewej) i wysokiej rozdzielczości (po prawej)

Stefan Walter Hell (ur. 23 grudnia 1962 w Aradzie) – rumuńsko-niemiecki fizyk, laureat Nagrody Nobla w dziedzinie chemii w 2014 roku.

## Życiorys
W wieku piętnastu lat wyemigrował z rodzicami do Niemiec (1978). W roku 1981 rozpoczął studia fizyki na Uniwersytecie w Heidelbergu. W roku 1990 uzyskał doktorat w dziedzinie fizyki. W latach 1991–1993 pracował w European Molecular Biology Laboratory, również w Heidelbergu. Następnie był pracownikiem Uniwersytetu w Turku w Finlandii, a także pracownikiem naukowym brytyjskiego Uniwersytetu w Oksfordzie. Od 1997 roku związany jest z Max-Planck-Institut für biophysikalische Chemie w Getyndze, którego został dyrektorem w 2002 roku. Jest honorowym profesorem fizyki doświadczalnej na Uniwersytecie w Getyndze. Od 2019 jest członkiem Papieskiej Akademii Nauk.

## Życie prywatne
Od roku 2000 żonaty, jest ojcem czworga dzieci.

## Nagrody i wyróżnienia
Hell jest laureatem między innymi:
- Nagrody Międzynarodowej Komisji Optyki z 2000,
- Carl-Zeiss Research Award z 2002,
- Nagrody Otto Hahna z 2009,
- Nagrody Rodziny Hansenów w 2011[5],
- W 2014 roku otrzymał (wspólnie z Erikiem Betzigiem i Williamem Moernerem) Nagrodę Nobla w dziedzinie chemii za rozwój mikroskopii fluorescencyjnej wysokiej rozdzielczości[6][7].
- W 2022 odznaczony Pour le Mérite za Naukę i Sztukę[8]